# Арковерди
Арковерди (порт. Arcoverde) — муниципалитет в Бразилии, входит в штат Пернамбуку. Составная часть мезорегиона Сертан штата Пернамбуку. Входит в экономико-статистический микрорегион Сертан-ду-Мошото. Население составляет 65 270 человек на 2007 год. Занимает площадь 353 км². Плотность населения — 184,9 чел./км².

## Статистика
- Валовой внутренний продукт на 2004 год составляет 201 447 000,00 реалов (данные: Бразильский институт географии и статистики).
- Валовой внутренний продукт на душу населения на 2004 год составляет 3118,00 реалов (данные: Бразильский институт географии и статистики).
- Индекс развития человеческого потенциала на 2000 год составляет 0,708 (данные: Программа развития ООН).